# Ernesto Cardenal
Ernesto Cardenal Martínez, född 20 januari 1925 i Granada, Nicaragua, död 1 mars 2020 i Managua, var en nicaraguansk poet, författare, skulptör, präst och politiker. Han var Nicaraguas kulturminister 1979-1987.

## Biografi
Ernesto Cardenal föddes 1925 i Granada, Nicaragua, som son till Rodolfo Cardenal Argüello och Esmerelda Martinez Urtecho. Efter att som barn ha bott i León i några år återvände han till Granada där han studerade på Colegio Centro América. Därefter studerade han först filosofi och litteratur vid Universidad Nacional Autónoma de México och sedan vid Colombia University i New York och vid Instituto de Cultura Hispánica i Madrid.
Cardenal återvände 1950 till Nicaragua och blev aktiv i motståndet mot Somozadiktaturen. Han deltog 1954 i det misslyckade aprilupproret mot Somoza och tvingades därefter gå under jorden.
Cardenal fick en religiös kallelse och 1957 blev han novis vid trappistklostret Ghetsemani i Kentucky. Där arbetade han nära med poeten och författaren Thomas Merton. Av hälsoskäl lämnade han klostret två år senare och började läsa till präst först i Cuernavaca, Mexiko, och sedan i Medellín, Colombia. Cardenal prästvigdes i Managua 1965 och grundade året efter kristen församling på ön Solentiname i Nicaraguasjön. Somozas styrkor ödelade Solentiname och Cardenal tvingades i exil.
Efter sandinisternas revolution var Cardenal kulturminister från 1979 till 1987.